# 塞巴達爾凱 (亞利桑那州)
塞巴達爾凱（英語：Sebastião Dalkai）是位於美國亞利桑那州納瓦霍縣的一個人口普查指定地區。根據2010年美國人口普查，該地共人口500人，而該地的面積約為39.19平方千米。

## 地理
塞巴達爾凱的座標為35°28′54″N 110°27′22″W / 35.48167°N 110.45611°W，而該地最高點為海拔高度1803米（即5915英尺）。